# Análisis numérico

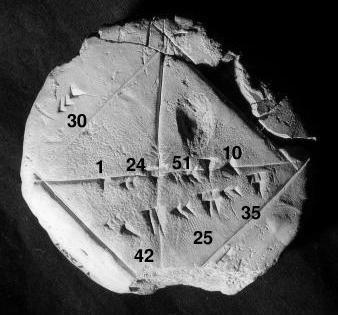
Tablilla de arcilla babilónica YBC 7289 (c. 1800-1600 aC) con anotaciones. La aproximación de la raíz cuadrada de 2 son cuatro cifras sexagesimales, que son aproximadamente seis cifras decimales: 1 + 24/60 + 51/60^{2} + 10/60^{3} = 1.41421296...

El análisis numérico o cálculo numérico es la rama de las matemáticas encargada de diseñar algoritmos para simular aproximaciones de solución a problemas en análisis matemático. Se distingue del cómputo simbólico en que no manipula expresiones algebraicas, sino números.
El análisis numérico cobra especial importancia con la llegada de los ordenadores. Los ordenadores son útiles para cálculos matemáticos extremadamente complejos, pero en última instancia operan con números binarios y operaciones matemáticas simples.
Desde este punto de vista, el análisis numérico proporcionará todo el andamiaje necesario para llevar a cabo todos aquellos procedimientos matemáticos susceptibles de expresarse algorítmicamente, basándose en algoritmos que permitan su simulación o cálculo en procesos más sencillos empleando números.
Definido el error, junto con el error admisible, pasamos al concepto de estabilidad de los algoritmos. Muchas de las operaciones matemáticas pueden llevarse adelante a través de la generación de una serie de números que a su vez alimentan de nuevo el algoritmo (feedback). Esto proporciona un poder de cálculo y refinamiento importantísimo a la máquina que a medida que va completando un ciclo va llegando a la solución. El problema ocurre en determinar hasta cuándo deberá continuar con el ciclo, o si nos estamos alejando de la solución del problema.
Finalmente, otro concepto paralelo al análisis numérico es el de la representación, tanto de los números como de otros conceptos matemáticos como los vectores, polinomios, etc. Por ejemplo, para la representación en ordenadores de números reales, se emplea el concepto de coma flotante que dista mucho del empleado por la matemática convencional.
En general, estos métodos se aplican cuando se necesita un valor numérico como solución a un problema matemático, y los procedimientos «exactos» o «analíticos» (manipulaciones algebraicas, teoría de ecuaciones diferenciales, métodos de integración, etc.) son incapaces de dar una respuesta. Debido a ello, son procedimientos de uso frecuente por físicos e ingenieros, y cuyo desarrollo se ha visto favorecido por la necesidad de estos de obtener soluciones, aunque la precisión no sea completa. Debe recordarse que la física experimental, por ejemplo, nunca arroja valores exactos sino intervalos que engloban la gran mayoría de resultados experimentales obtenidos, ya que no es habitual que dos medidas del mismo fenómeno arrojen valores exactamente iguales.
Por ejemplo, las ecuaciones diferenciales ordinarias aparecen en la mecánica celeste para la predicción de los movimientos de planetas, estrellas y galaxias; el álgebra lineal numérica es importante para el análisis de datos; Las  ecuaciones diferenciales estocásticas y las cadenas de Markovs son esenciales en la simulación de células vivas para la medicina y la biología.
Antes de la llegada de los ordenadores modernos, los métodos numéricos dependían a menudo de fórmulas de interpolación manuales aplicadas a los datos de grandes tablas impresas. Desde mediados del siglo XX, los ordenadores calculan las funciones necesarias en su lugar, pero muchas de las mismas fórmulas siguen utilizándose, no obstante, como parte de los algoritmos del software.
El punto de vista numérico se remonta a los primeros escritos matemáticos. Una tablilla de la Colección Babilónica de Yale (YBC 7289), da una aproximación numérica sexagesimal de la raíz cuadrada de 2, la longitud de la diagonal en un cuadrado unitario.
El análisis numérico continúa esta larga tradición: en lugar de respuestas simbólicas exactas, que solo pueden aplicarse a las mediciones del mundo real mediante la traducción a dígitos, da soluciones aproximadas dentro de límites de error especificados.

## Introducción general
El objetivo general del campo del análisis numérico es el diseño y análisis de técnicas para dar soluciones aproximadas pero precisas a problemas difíciles, cuya variedad se sugiere en lo siguiente:
- Los métodos numéricos avanzados son esenciales para hacer viable la  predicción numérica del tiempo.
- El cálculo de la trayectoria de una nave espacial requiere la solución numérica precisa de un sistema de ecuaciones diferenciales ordinarias.
- Las empresas automovilísticas pueden mejorar la seguridad de sus vehículos mediante simulaciones por ordenador de accidentes de tráfico. Estas simulaciones consisten esencialmente en la resolución numérica de ecuaciones diferenciales parciales.
- Los fondos de cobertura (fondos de inversión privados) utilizan herramientas de todos los campos del análisis numérico para intentar calcular el valor de las acciones y los derivados con mayor precisión que otros participantes en el mercado.
- Las aerolíneas utilizan sofisticados algoritmos de optimización para decidir el precio de los billetes, la asignación de aviones y tripulaciones y las necesidades de combustible. Históricamente, estos algoritmos se han desarrollado en el campo de la investigación operativa.
- Las compañías de seguros utilizan programas numéricos para el análisis actuarial.

El resto de esta sección esboza varios temas importantes del análisis numérico.

### Historia
El campo del análisis numérico es anterior a la invención de los ordenadores modernos en muchos siglos. La interpolación lineal ya se utilizaba hace más de 2000 años. Muchos grandes matemáticos del pasado se preocuparon por el análisis numérico, como se desprende de los nombres de importantes algoritmos como el método de Newton, el polinomio de interpolación de Lagrange, la eliminación gaussiana o el método de Euler.
Para facilitar los cálculos a mano, se produjeron grandes libros con fórmulas y tablas de datos como los puntos de interpolación y los coeficientes de las funciones. Con estas tablas, a menudo calculadas con 16 decimales o más para algunas funciones, se podían buscar valores para introducirlos en las fórmulas dadas y conseguir muy buenas estimaciones numéricas de algunas funciones. El trabajo canónico en este campo es la publicación del NIST editada por Abramowitz y Stegun, un libro de más de 1000 páginas con un gran número de fórmulas y funciones de uso común y sus valores en muchos puntos. Los valores de las funciones ya no son muy útiles cuando se dispone de un ordenador, pero el gran listado de fórmulas puede seguir siendo muy útil.
La calculadora mecánica también se desarrolló como herramienta de cálculo manual. Estas calculadoras evolucionaron hasta convertirse en ordenadores electrónicos en la década de 1940, y entonces se descubrió que estos ordenadores también eran útiles para fines administrativos. Pero la invención del ordenador también influyó en el campo del análisis numérico, ya que ahora se podían hacer cálculos más largos y complicados.

### Métodos directos e iterativos
Consideremos el problema de resolver
3x3 + 4 = 28
para la cantidad desconocida x.
|                      | 3x3 + 4 = 28. |
| Restar 4             | 3x3 = 24.     |
| Dividir por 3        | x3 = 8.       |
| Hacer la raíz cúbica | x = 2.        |

Para el método iterativo, apliquemos el método de bisección a f(x) = 3x3 − 24. Los valores iniciales son: a = 0, b = 3, f(a) = −24, f(b) = 57.
| a     | b    | mid    | f(mid)   |
| ----- | ---- | ------ | -------- |
| 0     | 3    | 1.5    | −13.875  |
| 1.5   | 3    | 2.25   | 10.17... |
| 1.5   | 2.25 | 1.875  | −4.22... |
| 1.875 | 2.25 | 2.0625 | 2.32...  |

De esta tabla se puede concluir que la solución está entre 1,875 y 2,0625. El algoritmo podría devolver cualquier número en ese rango con un error inferior a 0,2.

#### Discretización e integración numérica

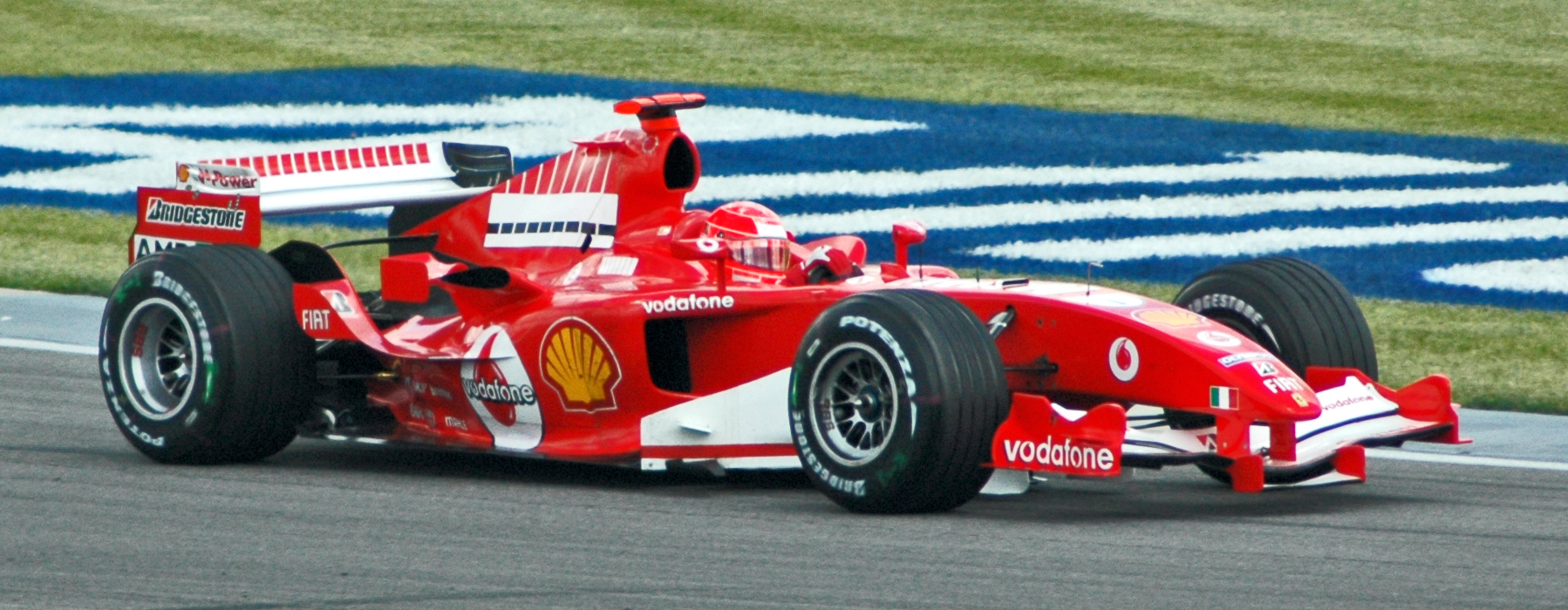

En una carrera de dos horas, la velocidad del coche se mide en tres instantes y se registra en la siguiente tabla:
| Tiempo | 0:20 | 1:00 | 1:40 |
| km/h   | 140  | 150  | 180  |

Una discretización sería decir que la velocidad del coche fue constante de 0:00 a 0:40, luego de 0:40 a 1:20 y finalmente de 1:20 a 2:00. Por ejemplo, la distancia total recorrida en los primeros 40 minutos es aproximadamente (2/3 h  × 140 km / h) = 93,3 kilómetros. Esto nos permitiría estimar la distancia total recorrida como 93,3 kilómetros +100 km +120 km =313,3 km, que es un ejemplo de integración numérica (véase más adelante) utilizando una suma de Riemann, porque el desplazamiento es la integral de la velocidad.
Problema mal condicionado: Tómese la función f(x) = 1/(x − 1). Téngase en cuenta que  un cambio en x de menos de 0.1 se convierte en un cambio en f(1.1) = 10 y f(1.001) = 1000,  de casi 1000.  Evaluar f (x) cerca de x = 1 es un problema mal condicionado.
Problema bien condicionado: por el contrario, evaluar la misma función f(x) = 1/(x − 1)  cerca de x = 10 es un problema bien condicionado. Por ejemplo, f(10) = 1/9 ≈ 0.111 y f(11) = 0.1, por lo que un cambio modesto en x conduce a un cambio modesto en f (x).
Los métodos directos calculan la solución de un problema en un número finito de pasos. Estos métodos darían la respuesta precisa si se realizaran en Aritmética de precisión infinita. Algunos ejemplos son la eliminación gaussiana, el método de factorización QR para resolver sistemas de ecuaciones lineales, y el método simplex de programación lineal. En la práctica, se utiliza precisión finita y el resultado es una aproximación de la solución verdadera (asumiendo estabilidad).
A diferencia de los métodos directos, no se espera que los métodos iterativos terminen en un número finito de pasos. Partiendo de una conjetura inicial, los métodos iterativos forman aproximaciones sucesivas que convergen a la solución exacta solo en el límite. Se especifica una prueba de convergencia, que a menudo implica el residuo, para decidir cuándo se ha encontrado (con suerte) una solución suficientemente exacta. Incluso utilizando aritmética de precisión infinita, estos métodos no alcanzarían, en general,  la solución en un número finito de pasos. Algunos ejemplos son el método de Newton, el método de bisección y el método de Jacobi. En el álgebra matricial computacional, los métodos iterativos son generalmente necesarios para problemas grandes.
Los métodos iterativos son más comunes que los métodos directos en el análisis numérico. Algunos métodos son directos en principio, pero suelen utilizarse como si no lo fueran, por ejemplo, el  GMRES y el método del gradiente conjugado. Para estos métodos el número de pasos necesarios para obtener la solución exacta es tan grande que se acepta una aproximación de la misma manera que para un método iterativo.

## Problemas
Los problemas de esta disciplina se pueden dividir en dos grupos fundamentales: 
- Problemas de dimensión finita: aquellos cuya respuesta son un conjunto finito de números, como las ecuaciones algebraicas, los determinantes, los problemas de valores propios, etc.

- Problemas de dimensión infinita: problemas en cuya solución o planteamiento intervienen elementos descritos por una cantidad infinita de números, como integración y derivación numéricas, cálculo de ecuaciones diferenciales, interpolación, etc.

### Clasificación atendiendo a su naturaleza o motivación
Asimismo, existe una subclasificación de estos dos grandes apartados en tres categorías de problemas, atendiendo a su naturaleza o motivación para el empleo del cálculo numérico:
- Problemas de tal complejidad que no poseen solución analítica.
- Problemas en los cuales existe una solución analítica, pero ésta, por complejidad u otros motivos, no puede explotarse de forma sencilla en la práctica.
- Problemas para los cuales existen métodos sencillos pero que, para elementos que se emplean en la práctica, requieren una cantidad de cálculos excesiva; mayor que la necesaria para un método numérico.

## Áreas de estudio
El análisis numérico se divide en diferentes disciplinas de acuerdo con el problema que resolver.

### Cálculo de los valores de una función
Uno de los problemas más sencillos es la evaluación de una función en un punto dado. Para polinomios, uno de los métodos más utilizados es el algoritmo de Horner, ya que reduce el número de operaciones a realizar. En general, es importante estimar y controlar los errores de redondeo que se producen por el uso de la aritmética de punto flotante.
La extrapolación es muy similar a la interpolación, excepto que ahora queremos encontrar el valor de la función desconocida en un punto que no está comprendido entre los puntos dados.
La regresión es también similar, pero tiene en cuenta que los datos son imprecisos. Dados algunos puntos, y una medida del valor de la función en los mismos (con un error debido a la medición), queremos determinar la función desconocida. El método de los mínimos cuadrados es una forma popular de conseguirlo.

### Resolución de ecuaciones y sistemas de ecuaciones
Otro problema fundamental es calcular la solución de una ecuación o sistema de ecuaciones dado. Se distinguen dos casos dependiendo de si la ecuación o sistema de ecuaciones es o no lineal. Por ejemplo, la ecuación {\displaystyle 2x+5=3} es lineal mientras que la ecuación de segundo grado {\displaystyle 2x^{2}+5=3} no lo es.
Mucho esfuerzo se ha puesto en el desarrollo de métodos para la resolución de sistemas de ecuaciones lineales. Métodos directos, i.e., métodos que utilizan alguna factorización de la matriz son el método de eliminación de Gauss, la descomposición LU, la descomposición de Cholesky para matrices simétricas (o hermíticas) definidas positivas, y la descomposición QR. Métodos iterativos como el método de Jacobi, el método de Gauss-Seidel, el método de las aproximaciones sucesivas y el método del gradiente conjugado se utilizan frecuentemente para grandes sistemas.
En la resolución numérica de ecuaciones no lineales algunos de los métodos más conocidos son los métodos de bisección, de la secante y de la falsa posición. Si la función es además derivable y la derivada se conoce, el método de Newton es muy utilizado. Este método es un método de iteración de punto fijo. La linealización es otra técnica para resolver ecuaciones no lineales.
Las ecuaciones algebraicas polinomiales poseen una gran cantidad de métodos numéricos para enumerar :
- Método de Gräeffe (o método de Lobachevsky o de Lobachevsky-Dandelin-Gräeffe o del cuadrado de las raíces)

- Método de Laguerre

- Método de Bairstow (o método de Lin-Bairstow)

- Método de Bernoulli

- Método de Horner

- Método de Householder

- Método de Newton-Raphson especializado para polinomios

- Método de Richmond especializado para polinomios

- Método modificado de Richmond

- Método de Newton-Horner

- Método de Richmond-Horner

- Método de Birge-Biète

- Método de Jenkins-Traub

### Descomposición espectral y en valores singulares
Bastantes problemas importantes pueden ser expresados en términos de descomposición espectral (el cálculo de los vectores y valores propios de una matriz) o de descomposición en valores singulares. Por ejemplo, el análisis de componentes principales utiliza la descomposición en vectores y valores propios.

### Optimización
Los problemas de optimización buscan el punto para el cual una función dada alcanza su máximo o mínimo. A menudo, el punto también satisface cierta restricción.
Ejemplos de, problemas de optimización son la programación lineal en que tanto la función objetivo como las restricciones son lineales. Un método famoso de programación lineal es el método simplex.
El método de los multiplicadores de Lagrange puede usarse para reducir los problemas de optimización con restricciones a problemas sin restricciones.

### Evaluación de integrales
La integración numérica, también conocida como cuadratura numérica, busca calcular el valor de una integral definida. Métodos populares utilizan alguna de las fórmulas de Newton-Cotes (como la regla del rectángulo o la regla de Simpson) o de cuadratura gaussiana. Estos métodos se basan en una estrategia de «divide y vencerás», dividiendo el intervalo de integración en subintervalos y calculando la integral como la suma de las integrales en cada subintervalo, pudiéndose mejorar posteriormente el valor de la integral obtenido mediante el método de Romberg. Para el cálculo de integrales múltiples estos métodos requieren demasiado esfuerzo computacional, siendo útil el método de Monte Carlo.

### Ecuaciones diferenciales
El análisis numérico también puede calcular soluciones aproximadas de ecuaciones diferenciales, bien ecuaciones diferenciales ordinarias, bien ecuaciones en derivadas parciales. Los métodos utilizados suelen basarse en discretizar la ecuación correspondiente. Es útil ver la derivación numérica.
Para la resolución de ecuaciones diferenciales ordinarias los métodos más utilizados son el método de Euler y los métodos de Runge-Kutta.
Las ecuaciones en derivadas parciales se resuelven primero discretizando la ecuación, llevándola a un subespacio de dimensión finita. Esto puede hacerse mediante un método de los elementos finitos.